# تأثیر فرهنگی تیلور سوئیفت

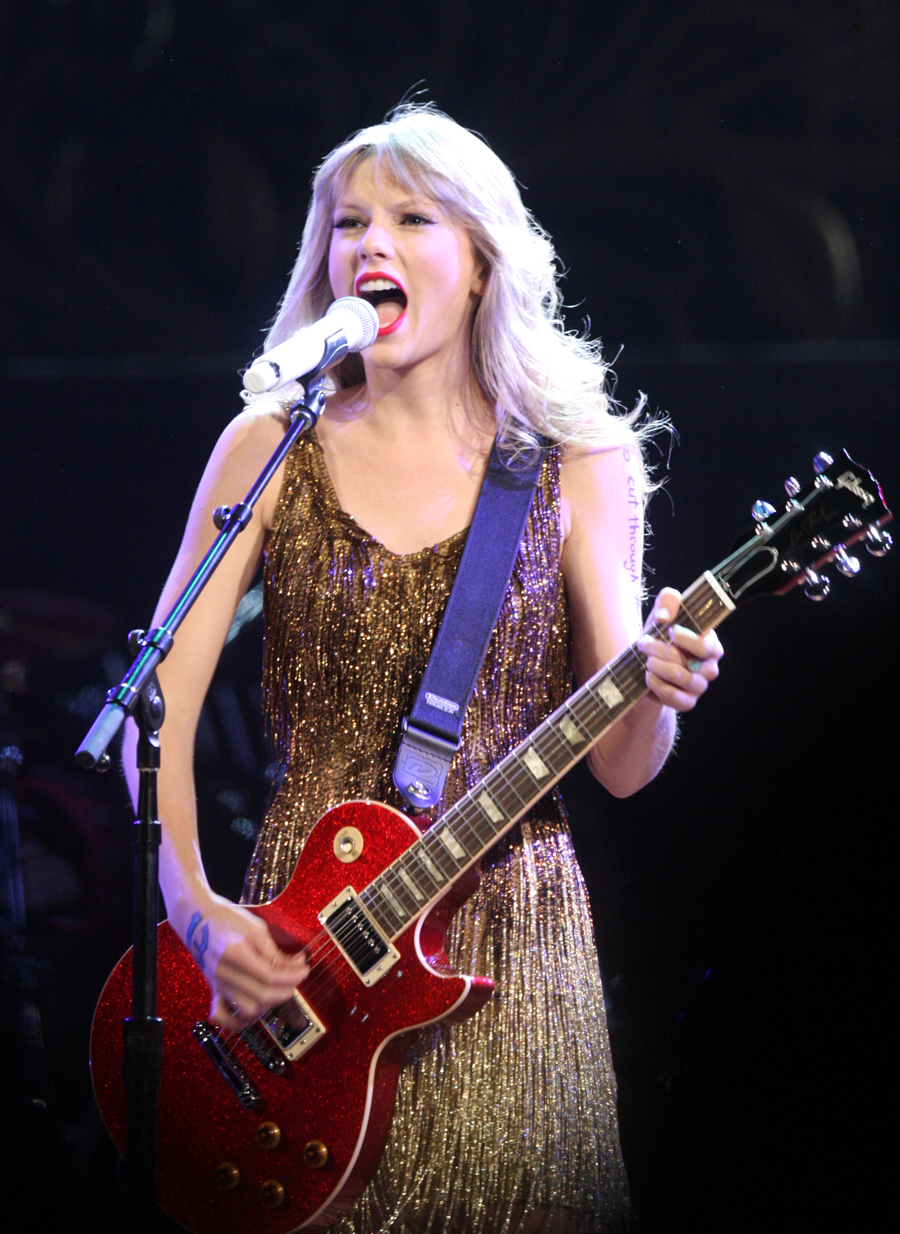
تعدادی از نشریات و پژوهشگران، تیلور سوئیفت را هنرمندی از نظر فرهنگی مهم می‌دانند.

تیلور سوئیفت، موسیقی‌دان آمریکایی، با آثار موسیقایی، سبک هنری، اجراهای زنده، وجهه عمومی، دیدگاه‌های سیاسی، مد، ایده‌ها و اقداماتش که در مجموع به‌عنوان «اثر تیلور سوئیفت» شناخته می‌شود، تأثیر عمیقی بر فرهنگ مردمی گذاشته است. او در سال ۲۰۰۶ به‌عنوان خواننده-ترانه‌سرایی مستقل و ۱۶ ساله فعالیت خود را آغاز کرد و به‌تدریج در طول حرفه‌اش شهرت، موفقیت و توجه عمومی را به خود جلب کرد و به یک چهره تک‌فرهنگی تبدیل شد.
سوئیفت یکی از برجسته‌ترین چهره‌های سده بیست‌ویکم به‌شمار می‌رود و به دلیل تنوع موسیقایی، مهارت در ترانه‌سرایی و تیزهوشی در کسب‌وکار شناخته شده است؛ ویژگی‌هایی که الهام‌بخش هنرمندان و کارآفرینان در سراسر جهان بوده‌اند. او کار خود را در ژانر موسیقی کانتری آغاز کرد، سپس به موسیقی پاپ روی آورد و سبک‌هایی چون آلترناتیو راک، ایندی فولک و موسیقی الکترونیک را کاوش کرد و بدین ترتیب حد و مرزهای ژانرهای موسیقی را از بین برد. منتقدان او را نمونه‌ای برجسته از فرهنگ معاصر می‌دانند که به شکلی کم‌نظیر موفقیت در جدول‌های فروش، تحسین منتقدان و پشتیبانی گسترده طرفداران را در هم آمیخته است. این موفقیت به او امکان داده تا تأثیر قابل‌توجهی بر صنعت موسیقی و فراتر از آن بگذارد.
سوئیفت از پایان دوره آلبوم تا ظهور اینترنت، نقشی تعیین‌کننده در تحول توزیع، درک و مصرف موسیقی در دهه‌های ۲۰۰۰، ۲۰۱۰ و ۲۰۲۰ داشته است. او با بهره‌گیری از رسانه‌های اجتماعی، مسائل مهمی را در صنعت موسیقی و جامعه برجسته کرده است؛ از جمله اصلاحات در ساختار ضبط، پخش استریم و توزیع موسیقیبرای حمایت بیشتر از حقوق هنرمندان، افزایش آگاهی دربارهٔ مالکیت آثار اصلی (مسترها) و حقوق معنوی، احیای فروش صفحه گرامافون، و جلب توجه به موضوعاتی چون طمع شرکت‌ها، جنسیت‌گرایی و نژادپرستی. نفوذ سیاسی و اقتصادی قدرتمند او، همراه با حضورش در رسانه‌های اجتماعی، این تغییرات را تقویت کرده است. خود سوئیفت نیز موضوع بررسی‌های دقیق و بحث‌های داغ بوده است.
موفقیت تجاری پایدار او از نظر روزنامه‌نگاران بی‌سابقه تلقی شده و او به‌طور هم‌زمان در فروش آلبوم، دانلود دیجیتال، استریم، پخش رادیویی، فروش گرامافون، جدول‌های موسیقی و تورهای کنسرت به دستاوردهایی چشمگیر رسیده است. به گفته بلومبرگ بیزنس‌ویک، سوئیفت خود «صنعت موسیقی» است؛ عبارتی که یکی از القاب افتخاری متعدد او به‌شمار می‌رود. بیلبورد او را «هوادار حقوق دیگران، نماد مد، نابغه بازاریابی، ترانه‌سرای پرکار، پیشگام در گسترش مرزهای بصری و جنگجوی رکوردشکن جاده‌ها» توصیف کرده است. تور جهانی دوره‌های او (۲۰۲۳–۲۰۲۴) نیز تأثیری جهانی داشته است.
سوئیفت موضوع پژوهش‌های دانشگاهی، مطالعات رسانه‌ای و تحلیل‌های فرهنگی است که اغلب بر مفاهیمی چون پاپ‌گرایی، فمینیسم، سرمایه‌داری، فرهنگ اینترنت، فرهنگ سلبریتی، مصرف‌گرایی، آمریکاگرایی، پساپست‌مدرنیسم و پدیده‌های جامعه‌شناسی موسیقی تمرکز دارند. مؤسسات دانشگاهی مختلف دوره‌های آموزشی دربارهٔ او برگزار کرده‌اند. پژوهشگران، حضور فرهنگی فراگیر سوئیفت را به حساسیت موسیقایی، یکپارچگی هنری، جذابیت جهانی و میان‌نسلی، وجهه عمومی، تیزهوشی در بازاریابی و روابط پیچیده او با هواداران، منتقدان و رسانه‌های جریان اصلی نسبت می‌دهند. برخی نویسندگان از صفت «سوئیفتی‌وار» برای توصیف آثاری که یادآور یا برگرفته از او هستند استفاده کرده‌اند.

## شهرت
تیلور سوئیفت یکی از پرفروش‌ترین هنرمندان موسیقی در تمامی دوران است. او ثروتمندترین موسیقی‌دان زن و اولین میلیاردری در تاریخ است که موسیقی منبع اصلی درآمدش بوده (۱٫۶ میلیارد دلار تا سال ۲۰۲۴). سوئیفت ۱۱ آلبوم استودیویی و ۴ آلبوم بازضبط‌شده  منتشر کرده است که با مجموعه‌ای از تک‌آهنگ‌ها، به‌علاوه ترانه‌های غیرآلبومی و همکاری‌هایش، همراه بوده‌اند. همه آلبوم‌های او از نظر تجاری سودآور و از سوی منتقدان موسیقی با استقبال مثبت روبه‌رو شده‌اند. بیلبورد اشاره کرده که تنها تعداد اندکی از هنرمندان به سه‌گانه موفقیت سوئیفت در جدول‌ها، تحسین منتقدان و پشتیبانی طرفداران دست یافته‌اند؛ ترکیبی که به تأثیر گسترده او منجر شده است.
چندین نشریه، محبوبیت و پایداری سوئیفت را به‌عنوان نوعی شهرت «بی‌وقفه» و «نفوذ جهانی» توصیف کرده‌اند که از سده بیستم به این سو دیده نشده است. به گزارش سی‌ان‌ان، سوئیفت دهه ۲۰۱۰ را به‌عنوان ستاره‌ای در موسیقی کانتری آغاز کرد و آن را به‌عنوان «غول موسیقایی تمام دوران» به پایان رساند. جودی رزن از نیویورک و استیو چپمن از شیکاگو تریبون، سوئیفت را به‌ترتیب بزرگ‌ترین ستاره پاپ و موسیقی جهان نامیده‌اند و به گفته رزن، همتایانش برای گرفتن «جایگاه دوم» رقابت می‌کنند. نشریه‌های اِل و فرچون نیز سوئیفت را به‌ترتیب «ابرستاره پاپ در اوج آسمانی» و «بزرگ‌ترین رهبر زن جهان» توصیف کرده‌اند.